# Gustavo Rangel Briceño
Pour les articles homonymes, voir Rangel.
Gustavo Rangel Briceño est un officier militaire et homme politique vénézuélien, né à Maracaibo le 16 août 1956. Membre du parti au pouvoir, le Parti socialiste unifié du Venezuela, il est ministre de la Défense du Venezuela de juillet 2007 à mars 2009. 

## Biographie
Il est diplômé de l'Académie militaire du Venezuela en 1978 avec une mention en ingénierie mécanique. En juillet 2007, il est nommé général en chef et ministre de la Défense du Venezuela par le président Hugo Chávez en remplacement de Raúl Isaías Baduel parti en retraite. Il conserve son portefeuille jusqu'en mars 2009 et est remplacé par Ramón Carrizales.
Fin janvier 2010, il est arrêté pour des raisons inconnues par la Dirección de Inteligencia Militar (DIM), le service de renseignement militaire. 